# 方石坪镇
方石坪镇，是中华人民共和国湖南省常德市澧县下辖的一个乡镇级行政单位。

## 行政区划
方石坪镇下辖以下地区：
双泉社区、龙神潭村、球山村、杨家湾村、星子山村、柳树村和枞杨村”。